# Паметник на Васил Левски (Белица)
Паметникът на Васил Левски в Белица е издигнат в памет на посещението на Апостола в града, за което се смята, че се е състояло в 1869 година и при което е основал местен революционен комитет.

## Местоположение
Паметникът се намира на централния градски площад, до сградата на Общината, на улица „Владимир Поптомов“, на мястото, където е била къщата на поп Иван. Смята, че в тази къща на 28 юни 1869 г. Васил Левски е създал местен революционен комитет.

## История
Паметникът (наричан и паметен знак, паметна плоча) е открит на 19 октомври 2012 година, по повод на 100-годишнината от освобождението на Белица от турско владичество през освободителната за този край Балканска война. Идеята за създаването му е отдавнашна. В 2009 г. идея на Живко Сахатчиев от града за паметен знак не успява да се реализира. По-късно архитект Зоя Разсолкова прави предложение и изготвя и архитектурния проект. Комитетът „Васил Левски“ в града действа активно за построяването му, много жители даряват средства или помагат с каквото могат за изграждането, а плочата е дар от Румен Петров Бонков от Разлог.
Чествания се провеждат на 19 февруари, 3 март, 18 юли.

## Описание
Мемориалната стела е иззидана от малки каменни плочки. На лицевата ѝ страна е монтирана черна мраморна плоча. На нея е гравиран образа на Васил Левски и мотото: „Целта ни в Българско е братство със секиго, без да гледаме на вяра и народност“. (Васил Левски)“. По-долу на плочата е издълбан следният текст: „На 28 юни 1869 година, тук, в Поповата къща, Апостола на свободата Васил Левски създава в Белица таен революционен комитет за борба за избавление от турското робство, в който участват: даскал Теофил Николов Попвасилев, свещеник Васил Попвасилев, Никола Теофилов Попвасилев, Георги Николов Бельов, Тодор Данаилов, Димитър Чорбаджийски – Митрата. / Революционни комитети се създават в годините до Освобождението на Белица на 19 октомври 1912 година. / Поклон пред дейността на освободителното българско дело! / От признателните поколения“. На задната стена върху мраморна плоча са изброени спомоществователите за създаването на паметника.